# پل برو (بازیکن فوتبال)
پل برو (انگلیسی: Paul Brough؛ زادهٔ ۲۴ ژانویهٔ ۱۹۶۵) بازیکن فوتبال اهل بریتانیا است.
از باشگاه‌هایی که در آن بازی کرده‌است می‌توان به باشگاه فوتبال یورک سیتی اشاره کرد.